# Eparchia szadryńska
Eparchia szadryńska – jedna z eparchii Rosyjskiego Kościoła Prawosławnego, z siedzibą w Szadrinsku. Należy do metropolii kurgańskiej.
Utworzona 5 maja 2015 postanowieniem Świętego Synodu, poprzez wydzielenie z eparchii kurgańskiej. Obejmuje część obwodu kurgańskiego. Ordynariusz eparchii nosi tytuł biskupa szadryńskiego i dałmatowskiego.

## Biskupi szadryńscy
- Włodzimierz (Masztanow), od 2015[2]

## Monastery
- monaster Zaśnięcia Matki Bożej w Dałmatowie, męski
- monaster Wprowadzenia Matki Bożej do Świątyni w Wierchniej Tieczy, żeński
- monaster Pochwały Matki Bożej w Borowskim, żeński[1]